# 兰临高速公路
兰临高速公路是指中国国家高速公路网兰海高速公路之一。 
起于兰州市七里河区晏家坪，沿线经过西果园、青岗岔、袁家湾、七道梁和临洮县中铺、井坪、安家嘴、太石、辛店、康家崖、三十里墩、五里铺、洮阳，终于临洮县曹家沟，全长92.69公里。 

## 建设过程
- 2001年10月18日正式开工建设。
- 2003年8月，路基工程完工。
- 2004年9月20日，西果园大桥顺利贯通，主体工程完成。
- 2004年10月，路面工程完工。
- 2004年12月20日，正式建成通车。

## 设计标准
- 整体式路基全宽24.5米，分离式路基全宽2×12.5米
- 设计车速80公里/小时
- 全立交、全封闭、控制出入
- 四车道高速公路